# Josef Fleckenstein

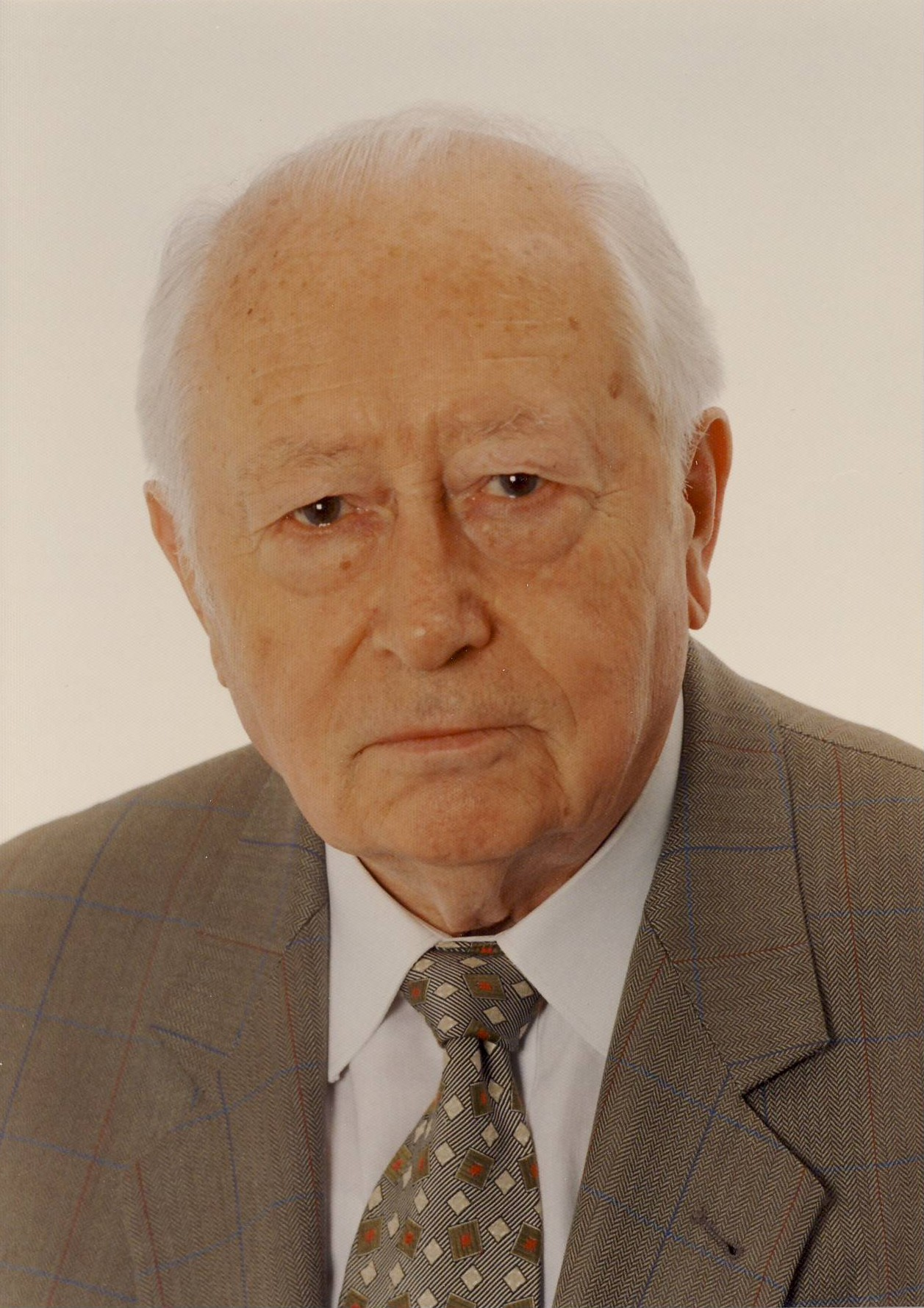
Josef Fleckenstein (undatierte Aufnahme)

Josef Fleckenstein (* 18. Februar 1919 in Kämmeritz, Kreis Querfurt; † 4. November 2004 in Göttingen) war ein deutscher Historiker, der die Geschichte des frühen und hohen Mittelalters erforschte. Nach Professuren in Frankfurt (1962–1965) und Freiburg (1965–1971) leitete er von 1971 bis 1987 das Göttinger Max-Planck-Institut für Geschichte. Seine 1959/66 erschienene zweibändige Arbeit über die Hofkapelle der deutschen Könige wurde zum Standardwerk in der Mittelalterforschung. Jahrzehntelang beschäftigte er sich mit der historischen Entwicklung des Rittertums.

## Leben und Wirken
Josef Fleckenstein wurde als Sohn von Medard Fleckenstein und dessen Frau Luise, geborene Noe, in Kämmeritz bei Querfurt. Er besuchte die Volksschule in Sössen und legte im Februar 1939 am Adam-Karrillon-Gymnasium in Mainz das Abitur ab. Im April 1939 wurde er in den Reichsarbeitsdienst eingezogen, aus dem er infolge des Kriegsausbruchs erst nach der Teilnahme am Frankreichfeldzug im September 1940 entlassen wurde. Anschließend studierte Fleckenstein Geschichte und Philosophie an der Universität Leipzig bei Hermann Heimpel, bis er im Mai 1942 zur Luftwaffe einberufen wurde. Im Mai 1943 geriet er in Nordafrika in amerikanische Kriegsgefangenschaft, die er bis November 1945 in den Vereinigten Staaten, dann bis Januar 1948 dann in Frankreich verbrachte. Nach der Entlassung aus der Kriegsgefangenschaft nahm Fleckenstein zum Sommersemester 1948 sein Studium in Geschichte, Deutsch, Kunstgeschichte und Latein an der Universität Mainz wieder auf und wechselte nach drei Semestern an die Universität Freiburg. Dort wurde er 1952 bei Gerd Tellenbach mit einer Arbeit über die Bildungsreform Karls des Großen bei Tellenbach promoviert.
In den fünfziger Jahren beteiligte er sich an den Forschungen seines Lehrers Tellenbach im „Freiburger Arbeitskreis“ über den frühmittelalterlichen Adel. 1958 folgte in Freiburg die Habilitation über „Die Hofkapelle der deutschen Könige“. 1960 ging er für ein Jahr als Lehrstuhlvertretung an die Georg-August-Universität Göttingen. 1962 erhielt Fleckenstein einen Ruf auf eine ordentliche Professur nach Frankfurt, 1965 als Nachfolger Tellenbachs nach Freiburg. Von 1971 bis 1987 stand er in der Nachfolge Heimpels als Direktor der Mittelalterabteilung des Max-Planck-Instituts für Geschichte in Göttingen vor. In dieser Zeit konnte er bedeutende Forschungsprojekte zur Erforschung der Sozialgeschichte, vor allem des Rittertums und der höfischen Kultur anstoßen. Von 1971 bis 1987 hatte er auch eine Honorarprofessur an der Philosophischen Fakultät der Universität innehatte. Seine bedeutendsten akademischen Schüler waren Lutz Fenske, Werner Rösener und Thomas Zotz. Nach seiner Emeritierung 1987 lehrte Fleckenstein im Wintersemester 1988/89 als Gastprofessor in Zürich. Nach langer Krankheit starb Fleckenstein nur wenige Monate nach seiner Frau am 4. November 2004 in Göttingen.
Sein zentrales Forschungsgebiet war das Mittelalter. Ihm ging es vor allem um das Mittelalter als „das Zeitalter des europäischen Beginns“, um die „Grundlegung Europas, seine innere Differenzierung und die wechselvolle Spannung, die sich aus dem Mit- und Gegeneinander der in ihm angelegten gesamteuropäischen und nationalen Kräfte ergibt“. Fleckensteins Forschungsschwerpunkte waren die Karolingerzeit, die mittelalterliche Reichskirche und das Rittertum. In seiner Dissertation befasste er sich mit der karolingischen Bildungsreform. Frühe Arbeiten widmeten sich dem Hof Karls des Großen. In der Fachwelt verschaffte ihm das aus seiner Habilitation hervorgegangene und in der Tradition der prosopographischen Forschungen Tellenbachs stehende, zweibändige Werk Die Hofkapelle der deutschen Könige (1959/1966) hohes Ansehen. Die Darstellung untersuchte die Rolle dieser Institution in der ottonisch-salischen Reichskirche bis 1056. Fleckenstein postulierte ein Modell einer hierarchisch gestuften Kanzlei mit einem Erzkanzler an der Spitze. Nach Fleckenstein wurde die Hofkapelle unter Otto I. zur „Zentrale der Reichspolitik“ und zu einem „Zentrum der Reichskirche“ ausgebaut. Die Annahme eines ottonisch-salischen Reichskirchensystems wurde durch den Aufstieg zahlreicher Mitglieder aus der Kanzlei ab den 950er Jahren zu Bischöfen bestärkt. Als „Prototyp des ottonischen Reichsbischofs“ wurde dabei Brun, der Bruder Ottos des Großen, angesehen. Diese Forschungen führten zu zahlreichen allgemeineren Darstellungen. Kritik an der Vorstellung eines Reichskirchensystems äußerte 1982 Timothy Reuter. Die Vorstellung eines ottonisch-salischen Reichskirchensystems wird in der heutigen Forschung deutlich kritischer beurteilt.
Seine 1962 veröffentlichte Monographie über Karl den Großen wurde in das Holländische und Italienische übersetzt. Seine Abhandlung Grundlagen und Beginn der deutschen Geschichte (1974) erschien auch in englischer Übersetzung. Im klassischen Handbuch der deutschen Geschichte (dem „Gebhardt“) verfasste er außerdem den Abschnitt über die Ottonenzeit im dritten Band der Neuauflage von 1970. Seine Darstellung war noch von der Lehre des 19. Jahrhunderts geprägt: Alle Aktivitäten des Königs waren in Fleckensteins Sicht darauf ausgerichtet, die eigene Macht gegenüber Adel und Kirche zu stärken. In Göttingen widmete sich Fleckenstein hauptsächlich der Rittertumsforschung. Aus dieser Beschäftigung gingen zahlreiche Einzelstudien und die Sammelbände „Herrschaft und Stand“, „Das ritterliche Turnier im Mittelalter“ und „Curialitas“ hervor. Fleckenstein wurde durch seine Studien zum führenden Experten der ritterlich-höfischen Kultur und prägte die deutsche und internationale Forschung nachhaltig. Er legte 2002 unterstützt von Thomas Zotz eine Zusammenfassung des Wissenstandes zum Rittertum vor. Eine umfassende Darstellung zur Geschichte des Rittertums im Mittelalter konnte er aber nicht mehr anfertigen. Außerdem verfasste er zahlreiche Lebensbilder bedeutender Historiker des 20. Jahrhunderts.
Fleckenstein war vielfach in der Wissenschaftsorganisation tätig. Er war von 1978 bis 1980 und von 1982 bis 1984 Vizepräsident sowie von 1980 bis 1982 und wieder von 1984 bis 1986 Präsident der Akademie der Wissenschaften zu Göttingen. Im Konstanzer Arbeitskreis für mittelalterliche Geschichte war Fleckenstein seit 1965 Mitglied und von 1968 bis 1971 Vorstandsvorsitzender sowie bis 1993 im Vorstand des Arbeitskreises tätig. Er war Mitglied im Senat und Hauptausschuss der Deutschen Forschungsgemeinschaft sowie Mitglied und zeitweise Vorsitzender in der Überleitungskommission beim Kultusministerium des Landes Mecklenburg-Vorpommern. Fleckenstein war Mitglied der Gründungskommission für das Lehrfach Geschichte an der Universität Rostock.
Zahlreiche wissenschaftliche Mitgliedschaften und vielfältige Ehrungen unterstreichen seine wissenschaftliche Reputation in der Fachwelt. Er war ab 1958 Mitglied in der Kommission für geschichtliche Landeskunde in Baden-Württemberg. Er wurde Mitglied der Zentraldirektion der Monumenta Germaniae Historica (1968), der British Academy (1971), der Akademie der Wissenschaften zu Göttingen (ordentliches Mitglied, 1973), der Historischen Kommission für Niedersachsen und Bremen (1977), korrespondierendes Mitglied der Hollandsche Maatschappij der Wetenschappen (1980), korrespondierendes Mitglied der Österreichischen Akademie der Wissenschaften (1982) sowie auswärtiges Mitglied der Akademie gemeinnütziger Wissenschaften zu Erfurt (1995). Ihm wurde 1987 das Bundesverdienstkreuz 1. Klasse des Verdienstordens der Bundesrepublik verliehen. Im Jahr 1994 erhielt Fleckenstein die Carl-Friedrich-Gauß-Medaille der Braunschweigischen Wissenschaftlichen Gesellschaft. Zum 65. Geburtstag wurde ihm eine Festschrift und aus Anlass seines 70. Geburtstages eine Aufsatzsammlung gewidmet.

## Schriften (Auswahl)
Ein Verzeichnis der Veröffentlichungen bis 1983 in: Lutz Fenske, Werner Rösener, Thomas Zotz (Hrsg.): Institutionen, Kultur und Gesellschaft im Mittelalter. Festschrift für Josef Fleckenstein. Thorbecke, Sigmaringen 1984, S. 747–752. Ein Verzeichnis der Schriften bis 1988 enthält: Josef Fleckenstein: Ordnungen und formende Kräfte des Mittelalters. Ausgewählte Beiträge. Vandenhoeck & Ruprecht, Göttingen 1989, ISBN 3-525-36221-8, S. 547–587.
Monographien
- Die Bildungsreform Karls des Großen als Verwirklichung der Norma rectitudinis. Josef, Bigge-Ruhr 1953 (Zugl.: Freiburg (Breisgau), Univ., Diss., 1952).
- Die Hofkapelle der deutschen Könige (= Schriften der Monumenta Germaniae Historica. Bd. 16, 1–2, ISSN 0080-6951). 2 Bände. Hiersemann, Stuttgart 1959–1966;
  - Band 1: Grundlegung. Die karolingische Hofkapelle. (Zugl.: Freiburg (Breisgau), Univ., Habil.-Schr., 1958).
  - Band 2: Die Hofkapelle im Rahmen der ottonisch-salischen Reichskirche.
- Karl der Große (= Persönlichkeit und Geschichte. Bd. 28, ZDB-ID 528992-0). Musterschmidt-Verlag, Göttingen u. a. 1962.
- Grundlagen und Beginn der deutschen Geschichte (= Deutsche Geschichte. Bd. 1 = Kleine Vandenhoeck-Reihe. Bd. 1397). Vandenhoeck & Ruprecht, Göttingen 1974, ISBN 3-525-33361-7.
- Rittertum und ritterliche Welt. Unter Mitwirkung von Thomas Zotz, Siedler, Berlin 2002, ISBN 3-88680-733-9.

Herausgeberschaften
- Herrschaft und Stand. Untersuchungen zur Sozialgeschichte im 13. Jahrhundert (= Veröffentlichungen des Max-Planck-Instituts für Geschichte. Bd. 51). Vandenhoeck & Ruprecht, Göttingen 1977, ISBN 3-525-35364-2.
- mit Manfred Hellmann: Die geistlichen Ritterorden Europas (= Konstanzer Arbeitskreis für mittelalterliche Geschichte. Vorträge und Forschungen. Bd. 26). Thorbecke, Sigmaringen 1980, ISBN 3-7995-6626-0.
- Das ritterliche Turnier im Mittelalter. Beiträge zu einer vergleichenden Formen- und Verhaltensgeschichte des Rittertums (= Veröffentlichungen des Max-Planck-Instituts für Geschichte. Bd. 80). Vandenhoeck & Ruprecht, Göttingen 1985, ISBN 3-525-35396-0.
- Curialitas. Studien zu Grundfragen der höfisch-ritterlichen Kultur (= Veröffentlichungen des Max-Planck-Instituts für Geschichte. Bd. 100). Vandenhoeck & Ruprecht, Göttingen 1990, ISBN 3-525-35637-4.